# Ûssarĸak K'ujaukitsoĸ
 (septembre 2018).
Ûssarĸak K'ujaukitsoĸ (prononcé en groenlandais : [uːsɑqːak qujaːkit͡sɔq]) est un homme politique groenlandais né le 10 février 1948 et mort le 2 août 2018, membre du parti Siumut,.

## Biographie
Ûssarĸak K'ujaukitsoĸ est le fils de K'ujaukitsoĸ K'ujaukitsoĸ ; sa mère se prénomme Eĸilana. Son grand-père est Inukitsupaluk K'ujaukitsoĸ (1890-1967), qui participa à des expéditions menées par Robert Edwin Peary, Knud Rasmussen et Lauge Koch.
Il épouse le 15 février 1970 l'économiste Inger Kristiansen ; de cette union nait Vittus Qujaukitsoq, qui fut ministre des Finances (2013-2014) puis ministre des Affaires, du Travail, du Commerce et des Affaires étrangères (2014-2017).
Ûssarĸak K'ujaukitsoĸ va à l'école à Qaanaaq et étudie la vente à Aasiaat en 1964. Il quitte le Groenland en 1966 pour faire des études de commerce à Ikast, au Danemark. Il retourne l'année suivante à Aasiaat, puis à Qaanaaq, où il occupe un poste de responsable d'entrepôt. Il est présent en 1968 lors du crash aérien de Thulé, qui influera beaucoup sur sa carrière politique ; un autre événement marquant pour K'ujaukitsoĸ fut son expulsion de sa ville d'enfance en raison de la construction de la base américaine de Thulé.
Il est élu en 1971 au conseil municipal de Qaanaaq, où il devient par la suite maire adjoint. Il est de 1984 à 1995 membre de l'Inatsisartut, le parlement du Groenland.
K'ujaukitsoĸ est président du groupe d'intérêt Hingitaq 53 pour les droits des Inughuit (autochtones de Thulé), mais en est exclu en 1953. Il dirige en 2003 le film Aulahuliat, qui reproduit des images du conflit entre Inughuits et Américains, et est diffusé en 2012 au festival de Berlin Greenland Eyes.
Il reçoit le 9 août 2016 la Nersornaat, la médaille du mérite groenlandaise.